# Постдокументальное кино
Постдокументальное кино — направление в кино, совмещающее в себе игровую и неигровую стилистики. Оно находится на границе двух обычно противопоставляемых территорий — документальной и художественной. Принято считать, что постдокументальное кино появилось во второй половине 1990-х годов (однако при внимательном рассмотрении можно обнаружить и более ранние примеры) и закончило свое существование к концу 2010-х (хотя и среди фильмов 2020-х можно найти относящиеся к направлению образцы).

## Возникновение и осмысление постдокументалистики
Термин «Постдокументальный», несмотря на то, что начал употребляться ещё в 1990-х, в 2024 году до сих пор не имеет подробной истории возникновения. Поэтому сложно сказать, в какой конкретно момент он появился. Одним из первых текстов, где он фигурирует, является «Постдокументальность. Постфотография?» Марты Рослер, написанный в 1996—1997 годах. В нём исследовательница обращает внимание на принципиальные сдвиги в области документальной фотографии и отношении к ней. Вспоминая дихотомию точности и эстетики, которую Джон Грирсон выразил так: «Беда реализма в том, что он связан с реальностью и должен беспокоиться не из-за „красоты“, а из-за того, чтобы быть правдивым», — Рослер пишет, что центр тяжести документалистики, ранее соответствующей этой дихотомии и отдававшей предпочтение правде, начинает смещаться. Теперь уже не так очевидно, что важнее: подлинность или эстетичность. В качестве подтверждения своих мыслей Рослер упоминает выпуск New York Times, в котором прямо на обложке заявлялось: «Создатели документального кино должны манипулировать реальностью, чтобы создавать искусство, даже если это означает эксплуатацию снимаемых» . Дальше она подытоживает: «„реальность“ распродана в угоду „искусства“» . Подобное обращение к кинематографистам настолько известной и популярной газеты, как New York Times, подтверждает, что отношение к документалистике изменилось не только в научных, академических кругах, но и в самых широких. Изменилось даже не отношение, а само видение того, чем документалистика должна быть. Рассматривать её в эстетическом измерении, а главное документировать эстетически, стало легитимным ходом.
Крайне репрезентативной с точки зрения раскрытия сути постдокументального кино и его осмысления в среде кинематографа является статья «The Duties of Documentary in a Post-Truth Society», в которой Дерк Эйтцен рассматривает полемику режиссёра Китти Грин и кинокритика Ричарда Броди, сложившуюся вокруг фильма первой — «Прослушивание на роль ДжонБене» (2017). Его сюжет разворачивается вокруг кастинга на роли участников событий, случившихся почти тридцать лет назад. В 1996 в городе Боулдере пропала шестилетняя девочка ДжонБене Рамзи, но через пару дней её тело нашли в подвале собственного дома. Грин, приглашая жителей города на пробы, выслушивает версию случившегося от каждого пришедшего и своим фильмом создает своего рода «географию версий». Броди критикует Грин за манипуляцию фактами, за то, что она «недостаточно уважает реальность». По его мнению, наиболее важным в документалистике является получение или создание знания. Грин, рассуждая о документалистике, придерживается другой позиции. Главным в документальном кино она называет его способность «подключить зрителя к реальности». Касаясь конкретно своей картины, Грин утверждает, что она «дает достаточное количество информации, чтобы зрители могли понять все сами» . К тому же в этой игре на тонком различении выдумки и факта Грин видит преимущество, считая, что это заинтересует зрителя (и не только в фильме, но и в реальности, которую он репрезентирует).
В российском киноведении впервые термин «постдокументальный» употребила Зара Абдуллаева в книге «Постдок. Игровое/неигровое», вышедшей в 2011 году. В ней исследовательница уже прицельно рассматривает примеры устоявшегося к тому моменту явления. Несмотря на масштаб исследования, Абдуллаева так и не дает определения тому, что такое постдокументальное кино. Однако исходя из проведенных ею анализов и высказанных суждений, можно сделать вывод, что постдокументальное кино — это кино, постоянно балансирующее на границе. На границе документального и художественного, игрового и неигрового, факта и вымысла. К тому же Абдуллаева первой разграничивает два вида постдокументального: 1. документальное, заимствующее приемы и особенности художественного 2. художественное, заимствующее приемы и особенности документального.

## Возникновение и распространение постдокументального кино
Возникновение постдокументального кино, как правило, связывают с 1999 годом, когда фильм «Розетта» братьев Дарденн взял главный приз Каннского фестиваля. Однако правильнее в качестве точки отсчета будет обозначить все вторую половину 1990-х годов, потому что у тех же Дарденнов есть фильм «Обещание» 1996-го года, снятый в такой же стилистике. В 1999 году постдокументальное кино получило признание, широкое распространение и перестало быть локальным франко-бельгийским явлением.
Братья Дарденн с тех пор выпустили больше десятка фильмов, каждый из которых остался замеченным на разных фестивалях. А в других странах стали появляться целые группы режиссёров, снимающих так же. Наиболее заметными из них стала Новая румынская волна, внутри которой снимали (и продолжают) Корнелию Порумбойю («Сокровище», 2005), Кристи Пую («Смерть господина Лазареску», 2005), Кристиан Мунджиу («4 месяца, 3 недели и 2 дня», 2007); португальский режиссёр Педру Кошта («В комнате Ванды», 2000; «Лошадь Динейру», 2014); целый жанр в США — мамблкор («И смех, и грех», 2009; «Ханна берет высоту», 2007); движение «Новых тихих» в России — Борис Хлебников («Коктебель», 2003; «Свободное плавание», 2006), Алексей Попогребский («Как я провел этим летом», 2010), Бакур Бакурадзе («Шультес», 2008; «Охотник», 2011).
Важно отметить, что в большинстве стран постдокументальное кино изжило себя за два-полтора десятка лет. Если где-то и продолжают снимать в постдокументальном стиле, то такие фильмы становятся скорее исключением, чем частью магистрального течения. Лишь братья Дарденны неизменно продолжаются ассоциироваться с тем, родоначальниками чего они стали.

## Отличительные черты постдокументального кино

### Камера
Существует расхожее заблуждение, что камера в постдокументальном кино всегда ручная. Вероятно, это связано с тем, что абсолютно во всех дарденновских фильмах так и есть: кадр дрожит и «ходит» в течение всего хронометража. Однако далеко не во всех лентах постдока это работает так. Например, во многих фильмах «новых тихих» используется статичная камера, непрерывно запечатлевающая длинные кадры (картины Бакура Бакурадзе и Бориса Хлебникова).
Несмотря на прямую противоположность методов, ощущения при просмотре по-разному снятых постдокументальных фильмов схожие: зритель как будто наблюдает, следит за персонажами, внимательно изучает их жизнь во всех её аспектах. Но отличие все же есть: при использовании статичной камеры и общих кадров наблюдение становится более десубъективированным. Взгляд зрителя кажется объективным, никому не принадлежащим, лишенным инстанции, этот взгляд определяющей. С другой стороны, ручная камера, в фильмах Дарденнов чаще всего прикованная к персонажам и вплотную приближающаяся к лицу или затылку, создает ощущение «репортажа по пятам». В первом случае внимание сильнее рассеивается, оно охватывает картину мира целиком, а персонажи находятся от зрителя на некоторой дистанции, где-то в глубине экрана или — в глубине сюжета. Во втором случае мир (сюжет) сужается до одного или двух героев, а зритель приближается к ним вплотную — смотрящего интересует функционирование объекта наблюдения, как таковое, безотносительно его вписанности в мир (ведь мир виден всегда «из-за плеча»).
Отдельно в этом пункте необходимо упомянуть характерную цветокоррекцию: во всех фильмах постдока цвета блеклые, тусклые и не контрастные. Иногда складывается ощущение, что перед камерой все время находится вуаль, придающая изображению серый тон. Персонаж и окружающий мир сливаются в единую картинку, тем самым подчеркивая повсеместность рассказанных историй, их вписанность в обыденный мир.

### Звук
Звук в большинстве постдокументальных фильмов необработанный, «грубый». Лишние шумы из аудиодорожки намеренно не вычищаются по двум причинам. Первая — подражание документальной, репортажной съемке, вторая — приближение аудиальной составляющей лент к тому, что мы слышим в реальной жизни. Шуршание одежды при движении, треск ламп, неразборчивый, превращающийся в общую массу шум улиц, дыхание — всего этого в «классическом» кино нет, это считается помехами, мешающими восприятию. Здесь же это принципиально важно.
Впрочем, и с точки зрения звука бельгийский дуэт отличается особой «старательностью». В отличие от румынского и российского кино, где шум периодичен, и, например, в моменты диалогов может наступить тишина, в фильмах Дарденнов шум мира слышен буквально каждую минуту.
По тем же причинам — стремление к имитации документальной съемки и подражанию реальности — в постдокументальном кино практически никогда не встречается закадровая музыка (у Дарденнов единожды — в «Мальчике с велосипедом» (2011), среди российского кино только «Коктебель» (2003) Попогребского и Хлебникова).

### Актёры
Для взятых направлений и режиссёров характерно повторение одних и тех же актёров и актрис в лентах. Это сложно объяснить с точки зрения философии и задач постдокументального кино, но такая тенденция становится его узнаваемой чертой. Так, Ольвие Гурме, Фабрицио Ронджоне и Жереми Ренье становятся постоянными лицами у Дарденнов, Евгений Сытый и Александр Яценко у Хлебникова, а Луминица Георгиу появляется в фильмах разных румынских режиссёров новой волны (Корнелию Порумбою, Кристиана Мунджиу, Кристи Пую).
С другой стороны, в некоторых лентах «новых тихих» в главных ролях можно обнаружить непрофессиональных актёров (Михаил Барскович и Гела Читава в «Охотнике» (2011) и «Шультесе» (2008) Б. Бакурадзе, соответственно, Полина Плучек в «Волчке» (2009) В. Сигарева), что как раз усиливает эффект документирования частной жизни обычных людей, отказываясь от привычных нам актёрских масок.

### Акцент на повседневности
Все фильмы постдокументального кино так или иначе фокусируются на передаче повседневности — конкретных людей или мира, в котором они живут. Их интересует не только сюжетная линия, но и то, в каких обыденных условиях она развивается. Камера фиксирует все. От рутинного: обучение замешиванию теста («Розетта» (реж. Жан-Пьер Дарденн, Люк Дарденн, 1999)), пускание воздушного змея («Коктебель»), игра в бильярд («Шультес»), до интимного, личного и неловкого: вызывание рвоты после приема огромной дозы таблеток («Два дня, одна ночь» (реж. Жан-Пьер Дарденн, Люк Дарденн, 2014)), секс с любовницей в машине («Охотник»), подпольный гинекологический осмотр («4 месяца, 3 недели и 2 дня» (реж. Кристиан Мунджиу, 2007)). В том числе для этого и нужны обычно вычищаемые звуки, о которых шла речь в другом пункте, ведь они — часть повседневного мира людей.

### Темы и герои
В основном постдокументальные картины посвящены социальной проблематике. Многие герои сталкиваются с разного рода угнетением, нищетой, проблемными отношениями с родственниками, жесткостью или бессмысленностью системы и так далее (все фильмы Дарденнов, «Смерть господина Лазареску» (реж. Кристи Пую, 2005), «4 месяца, 3 недели и 2 дня»). Постдокументальная форма позволяет подсветить эти проблемы, при этом «подключив» к ним зрителя, создав то самое «знание» о них.
Порой объектом проблематизации становится и новый тип человека XXI века — лишенного амбиций, целей, интереса, не имеющего плана и устоявшихся представлений о жизни. Эти герои чаще всего фланируют по абстрактным пространствам или просто проживают время («Шультес», «Охотник», «Коктебель»). Интересен не столько конфликт, сколько сам способ жизни, дисфункциональность и её проявление в повседневном мире.
Постдокументальные фильмы призваны сообщить людям о некоторых внешних и внутренних проблемах незащищенных или недостаточно репрезентированных (в качестве действующих субъектов) людей; они создают конкретное лицо жертвам дискриминации, капитализма, эпохи, а с помощью личных историй этих лиц присоединяют зрителей к аналогичному переживанию. Люди привыкли воспринимать документальное кино, как источник правдивой, проверенной информации; документальная стилистика вызывает доверительный аффект, который возникает, соответственно, и при просмотре постдокументального кино. Таким образом, режиссёры постдока, какую бы историю они не рассказывали, добиваются её убедительности за счет стиля.